# Barthélemy-Prosper Enfantin
Barthélemy-Prosper Enfantin detto Père Enfantin (Parigi, 8 febbraio 1796 – Parigi, 31 agosto 1864) è stato un imprenditore, scrittore e pubblicista francese, noto per essere stato uno dei capi del movimento sansimoniano.

## Biografia

### Gli studi
Barthélemy cominciò a studiare nella pensione Lepitre ed in seguito fu ammesso nel 1813 all'École polytechnique. La caduta dell'Impero napoleonico si stava però avvicinando: il 30 marzo 1814, tre armate assediarono la capitale. Gli studenti del Politecnico parteciparono alla difesa di Parigi, impegnati a una batteria di 28 cannoni e perciò nel 1816 la scuola fu chiusa per essere riformata, interrompendo gli studi di Enfantin.

### La comunità sansimoniana

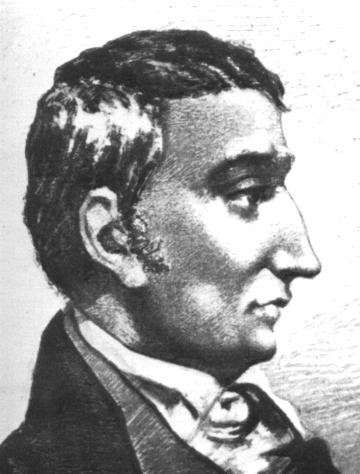
Saint-Simon

A 18 anni, Enfantin s'impiegò a Romans dal cugino Louis Saint-Cyr-Nugues, un importante commerciante di vini. Gli affari erano prosperi, molte le partite di vino da trattare e Enfantin poté viaggiare: fu in Germania, nei Paesi Bassi, in Svizzera e, dal 1821 al 1823, in Russia. Qui ritrovò vecchi compagni di scuola, impegnati nella progettazione di una ferrovia: Raucourt, Lamé, Bazaine, Clapeyron. Con loro s'impegnò in discussioni filosofiche, di sociologia e di economia, specie con Jean-Baptiste Say.
Tornato in Francia, si stabilì a Curson, nella Drôme, dove i genitori possedevano una casa, e vi conobbe la vedova Morlane, che divenne la sua amante. Cominciò a scrivere di economia: la sua prima opera è la risposta a un quesito formulato dall'Académie di Lione, la seconda, una memoria sulle opere di Jeremy Bentham.
Stabilitosi con l'amante a Parigi, propose al governo delle soluzioni a importanti problemi finanziari, attirando l'attenzione del banchiere Laffitte. Ritrovò anche Olinde Rodrigues, che era una delle allieve preferite di Saint-Simon, al quale venne presentato. Poco convinto all'inizio dell'autore de Le nouveau Christianisme, presto abbracciò con entusiasmo le sue idee.
Saint-Simon morì poco dopo, il 19 maggio 1825: dopo i suoi funerali, i discepoli si riunirono da Olinde Rodrigues, negli uffici della Caisse Hypothécaire, dove ella lavorava, e decisero, per cominciare, di dare soluzione al progetto del maestro di creare un proprio giornale.  Con un capitale di 50.000 franchi e due direttori, Olinde Rodrigues e Enfantin, il 1º luglio 1825, uscì «Le Producteur», con la collaborazione di figure autorevoli, come il liberale Saint-Amand Bazard. Lo scopo del giornale era quello di dare diffusione alle dottrine di Saint-Simon, criticando la struttura della società e cercando di dimostrare la necessità di una sua ristrutturazione, con una diversa forma di organizzazione del lavoro. La presa sui lettori fu tuttavia molto modesta e dopo poco più di un anno il giornale dovette cessare le pubblicazioni.
Nel 1827, Enfantin diviene padre di un bambino e s'impiega come cassiere di banca. L'anno dopo, il gruppo cominciò a darsi una sorta di organizzazione religiosa: la filosofia di Saint-Simon venne presentata ufficialmente nella forma di Religione sansimoniana e Bazard ed Enfantin si diedero il titolo di «Pères suprêmes» (Padri supremi) e pubblicarono l'Exposition de la doctrine de Saint-Simon.
Con la Rivoluzione di luglio, che nel 1830 segnò la caduta di Carlo X, Enfantin sperò di ottenere che il generale Lafayette assumesse il potere e appoggiasse le riforme economiche dei sansimoniani. Non ottenne nulla, ma con la propaganda svolta in quei mesi - anche a mezzo del nuovo giornale «Le Globe», il movimento ottenne l'adesione di nuovi adepti. Enfantin lanciò l'idea di sopprimere il diritto di ereditare, in modo da contrastare il sorgere di categorie di oziosi redditieri.
La casa di Enfantin, in rue Monsigny, fu il centro della setta, frequentata da una trentina di persone. Venne stabilito che nella comunità fosse bandita la proprietà privata e che i membri dell'ordine si unissero alle loro donne per formare «couple-prêtres», coppie di sacerdoti liberamente uniti al di fuori del matrimonio, in modo da favorire una profonda riforma morale all'interno della comunità, cominciando ad abrogare le convenzioni sessuali dominanti nella società e favorendo così, in particolare, una prima emancipazione della donna. I contrasti sorti a questo proposito tra i fondatori del movimento - Bazard, Rodrigues ed Enfantin - provocò la scissione del movimento e Enfantin e 40 suoi seguaci si ritirarono il 6 giugno 1832 a Ménilmontant, nella proprietà lasciatagli dalla madre, organizzandovi la comunità secondo le regole dettate dallo stesso Enfantin. Qui egli vi scrisse Le Livre nouveau (Il Libro nuovo) e, due volte la settimana, aprì la comunità al pubblico per fare opera di proselitismo.
Le autorità sciolsero la comunità e aprirono un'inchiesta per attività sovversiva e immoralità: il processo, celebrato dal 27 agosto, si concluse con la condanna di Enfantin a un anno di carcere e a 100 franchi di ammenda. Dal carcere, Enfantin mantenne contatti epistolari con i suoi seguaci e si fece amico lo stesso direttore della prigione: egli godette così, insieme al seguace Michel Chevalier di un trattamento di favore: «stiamo qui - scrisse - da principi». Enfantin romperà poi i rapporti con Chevalier, giudicandolo indegno del compito, e del resto lo Chevalier farà una brillante carriera borghese, divenendo consigliere di Stato con Luigi Filippo e senatore sotto Napoleone III.

### In Egitto
Enfantin fu graziato nell'agosto del 1833: intenzionato a ricostituire la sua comunità, gli occorreva trovare la «donna Messia», ossia «la Madre» che, insieme con lui, «il Padre», formasse la coppia sacerdotale in grado di guidare la comunità. Il 22 marzo 1834 Enfantin partì per l'Egitto: se vi avesse trovato la donna che cercava, avrebbe unito l'Oriente con l'Occidente.
In Egitto vi era anche la possibilità di realizzare il progetto di un canale che unisse il mar Mediterraneo con il mar Rosso, altra pratica forma di unione tra due mondi da sempre divisi. Inizialmente i suoi progetti ottennero benevola accoglienza presso il pascià d'Egitto, poi, le obbiettive difficoltà dell'impresa e una peste che mieté numerose vittime, fecero rallentare i lavori che poi verranno abbandonati nel 1838. L'intervenuta diffidenza delle autorità egiziane nei suoi confronti determinarono Enfantin a lasciare l'Egitto nel 1836.
Si diresse in Austria, sperando di poter convincere Metternich della sua dottrina mistica: il suo successo sarebbe stato garantito se coloro che guidano i popoli si fossero convertiti all'«apostolato reale», come egli chiamò la nuova forma di propaganda della sua dottrina. Ma Enfantin non fu nemmeno ricevuto dal reazionaio ministro austriaco, al quale avrebbe voluto anche sottoporre l'idea di creare uno Stato ebraico in Palestina insieme con l'apertura del canale di Suez.
Tornato in Francia, nel 1839 Enfantin fu designato dal governo membro di una commissione incaricata di effettuare ricerche ed esplorazioni, nell'ambito della storia e dell'etnografia, nell'Algeria recentemente colonizzata: la sera del 25 dicembre 1839 Enfantin s'imbarcò per Algeri. In Algeria si occupò soprattutto dei problemi che la brutale colonizzazione stava provocando nel paese: la resistenza opposta ai francesi provocherà almeno un milione di morti tra la popolazione nel giro di qualche decina di anni. Ammalatosi di dissenteria, tornò presto in Francia, scrivendo per il governo una memoria sulla colonizzazione che gli venne rifiutata.

### Progetti imprenditoriali

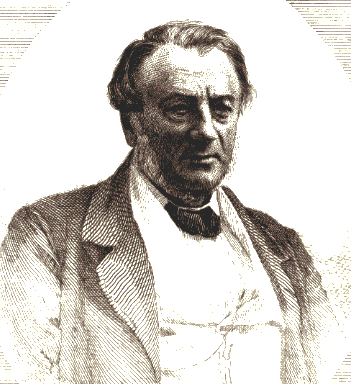
Barthélemy Prosper Enfantin

A partire da questo momento, Enfantin si dedicò soprattutto a progetti imprenditoriali. Con l'amico industriale Arlès Dufour, Enfantin creò nel 1845 la società ferroviaria Union pour les chemins de fer de Paris à Lyon, fondò un giornale conservatore, «Le Crédit», e progettò nuovamente il taglio del canale di Suez, confidando sull'aiuto del governo francese e sperando di ottenere l'autorizzazione dell'iniziativa dalle autorità egiziane. Partito il 4 settembre 1847 per l'Egitto, trovò in Lesseps un ostacolo insuperabile, grazie al favore che l'ingegnere si era procurato presso il vice-re.
Tornato nel 1849 in Francia, ora repubblicana, si disinteressò sia delle questioni politiche che della sua comunità. Scrisse La science de l'homme, pubblicata nell'agosto del 1858, e La vie éternelle, uscita nel 1852, le sue ultime opere filosofiche. Vi sostiene, rifiutando la tradizionale concezione cristiana della vita dopo la morte, che l'anima umana si disperda nell'universo, priva di coscienza individuale.
Nel 1860 riprese i contatti con i vecchi amici sansimoniani. Riconciliato con Chevalier, ebbe dei problemi con un'amante e partì per la Normandia: quando tornò a Parigi il 23 agosto 1864 fu colpito da ictus, morendo il 31 agosto. La sua tomba è tuttora visibile nel cimitero parigino di Père-Lachaise.

## Opere
- Colonisation de l'Algérie, 1843
- La vie éternelle: passée - présente - future, 1852
- Science de l'homme: physiologie religieuse, 1858